# Pietro Caprano
Pietro Caprano (ur. 28 lutego 1759 w Rzymie, zm. 24 lutego 1834 tamże) – włoski kardynał.

## Życiorys
Urodził się 28 lutego 1759 roku w Rzymie, jako syn kupca Mattea Caprany. Studiował w Collegio Romano, gdzie uzyskał doktorat z teologii. 23 lutego 1782 roku przyjął święcenia kapłańskie. Został wykładowcą m.in. teologii moralnej i historii kościelnej, a w istnienia Republiki Włoskiej powstrzymywał się od pełnienia jakichkolwiek funkcji. W 1812 roku został uwięziony przez Francuzów, za odmowę złożenia deklaracji lojalności i osadzony początkowo w Civitavecchii, a następnie w Mediolanie. Po przywróceniu władzy papieskiej wstąpił na służbę do Kurii Rzymskiej. 8 marca 1816 roku został wybrany tytularnym arcybiskupem Konyi, a dziewięć dni później przyjął sakrę. 2 października 1826 roku został kreowany kardynałem in pectore. Jego nominacja na kardynała prezbitera została ogłoszona na konsystorzu 15 grudnia 1828 roku i nadano mu kościół tytularny SS. Nereo e Achilleo. Od 1829 roku pełnił funkcję prefekta Kongregacji Indeksu i pozostał nim do śmierci, która nastąpiła 24 lutego 1834 roku w Rzymie.